# Michaëlskerk (1853, Blokker)
De Sint Michaëlkerk, lokaal ook wel bekend als de Tapijtkerk en later de Blokkerk,  is een voormalig kerkgebouw  in de Noord-Hollandse plaats Blokker. De kerk is gebouwd 1853 en werd in 1910 aan de linkerzijde uitgebreid. De kerk is de opvolger van de huidige Dorpskerk. In 1972 is de parochie verhuisd naar de Sint Michaëlkerk aan de Plantage. Alle drie de kerken zijn vernoemd naar de aartsengel Michaël. In het geval van de Tapijtkerk stond er ook een beeld van hem in de nis in de toren.
Achter de kerk bevindt zich een begraafplaats waarop een zustergraf, priestergraf, natuurstenen kruis, treures en een Heilig Hartbeeld staan. Alle vijf zijn zelfstandige gemeentelijke monumenten, waarbij de treures als monumentale boom gezien wordt. De voormalige pastorie naast de kerk en de kerk zelf zijn eveneens gemeentelijke monumenten.
De in Oosterblokker gebouwde kerk Maria Visitatie is eveneens van Molkenboer. Deze kerk vertoont gelijkenissen met de Sint Michaëlkerk. Het gebouw in Oosterblokker is echter nog wel als Rooms-katholieke kerk in gebruik.

## Geschiedenis
Het gebouw werd als Waterstaatkerk tussen 1852 en 1853 gebouwd. Uiteindelijk werd de kerk in 1853 ingewijd. In 1910 werd aan de linkerzijde een extra zijbeuk gebouwd. 60 jaar later werd de kerk gesloten, de laatste eredienst werd in 1972 gegeven waarna het gebouw een commerciële functie kreeg. Het Sint-Michaëlsbeeld dat in de nis boven de ingang stond is toen overgeplaatst naar de huidige kerk aan de Plantage. In deze periode is ook de toren verwijderd, wanneer dat precies is gebeurd is niet bekend. Uit deze periode stamt ook de bijnaam Tapijtkerk, er kwam namelijk een tapijtwinkel in het gebouw. Rond 2000 verliet deze het pand waarna het jaren leeg heeft gestaan. Stichting Stadsherstel Hoorn werd de eigenaar in 2013 met het idee om de voormalige kerk te restaureren en het gebouw een andere functie te geven. In 2014 is de restauratie begonnen met het herplaatsen van de toren en het restaureren van de glas-in-loodramen. De toren is gereconstrueerd aan de hand van een oud bestek en oude foto's. Met de torenspits kwamen ook de pinakels op de hoeken en de glas-in-loodramen weer terug. In 2023 heeft de Stichting Stadsherstel Hoorn de kerk verkocht. Sinds de restauratie wordt de Michaëlskerk gebruikt als bedrijfsverzamelgebouw.

## Interieur

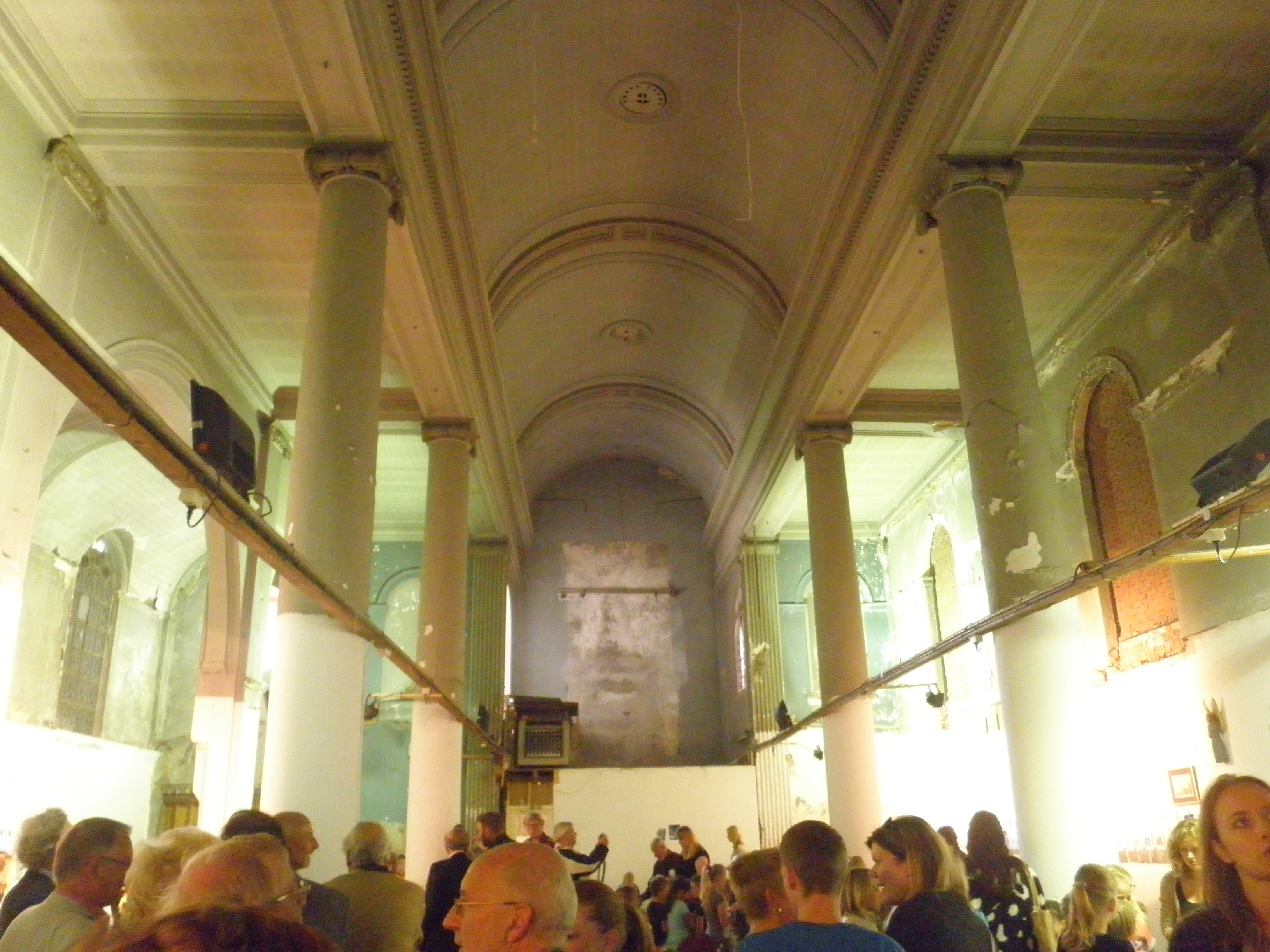
Het gehele interieur, ongerestaureerd.

Het interieur is, nadat de kerk over ging naar de nieuwbouw, bijna volledig gestript. Alle banken en het altaar zijn verwijderd. Links en rechts van waar het altaar stond zijn lege nissen achtergebleven. Voorin, naast de ingang onder de toren bevindt zich een beeldengroep. Ook het orgel is uit het gebouw verwijderd en verkocht aan de Sint-Lambertuskerk te Nistelrode.
De nog aanwezige pilaren en pilasters zijn uit de Ionische orde. De glas-in-loodramen zullen nog hersteld worden.

## Fotogalerie

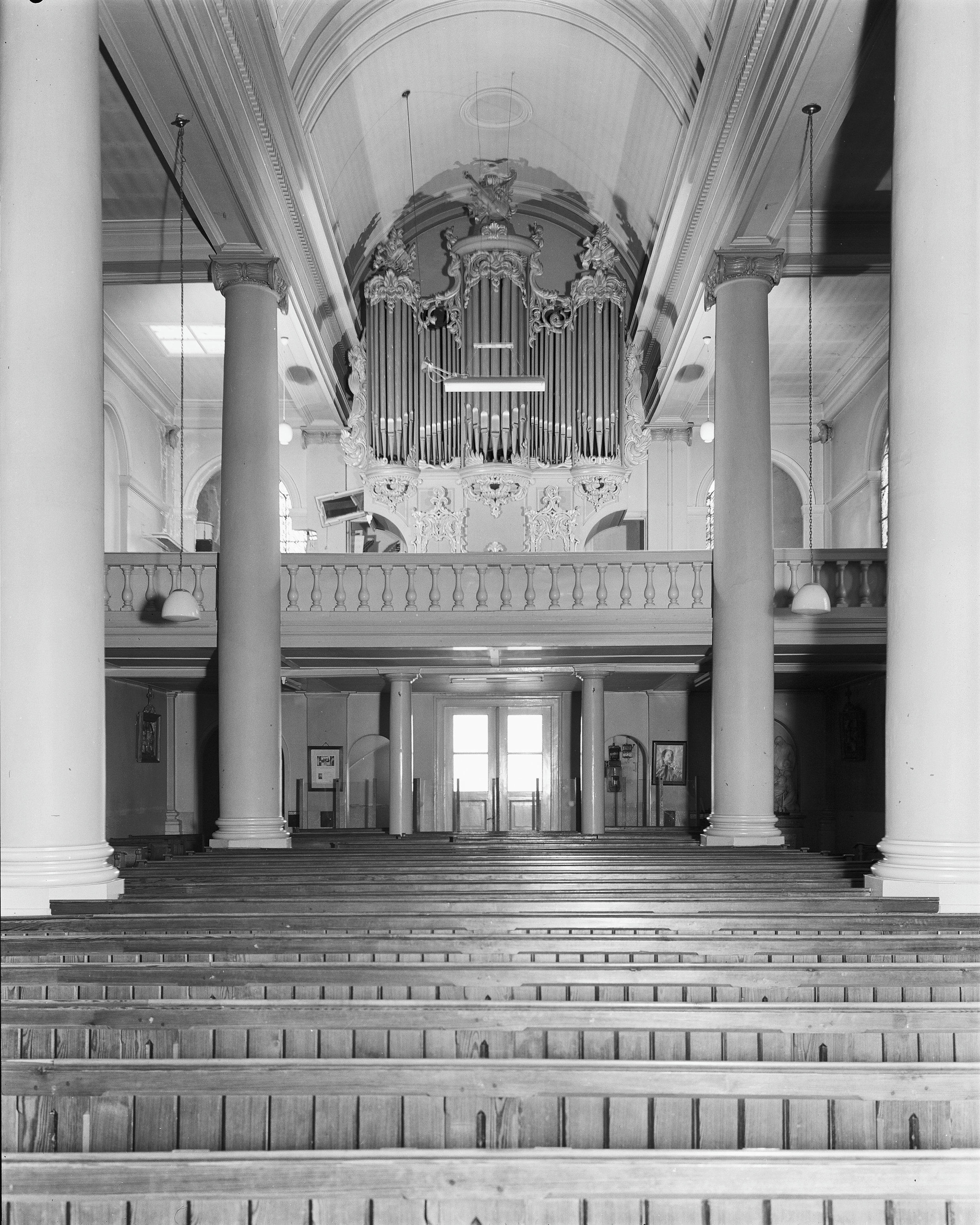
Interieur in 1970, voordat de kerk gestript werd.
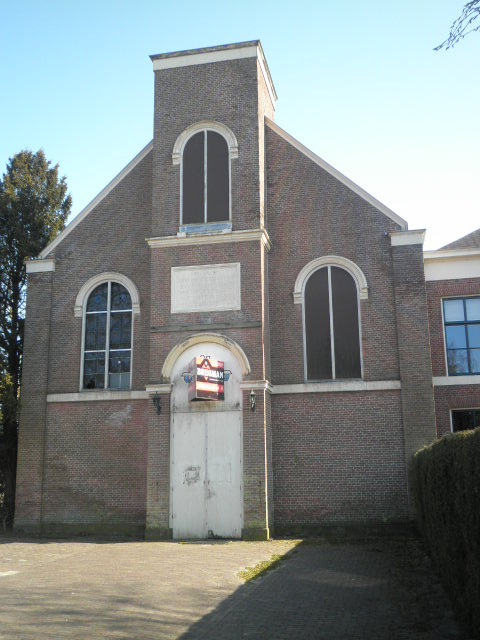
Kerk in 2013, voor de restauratie
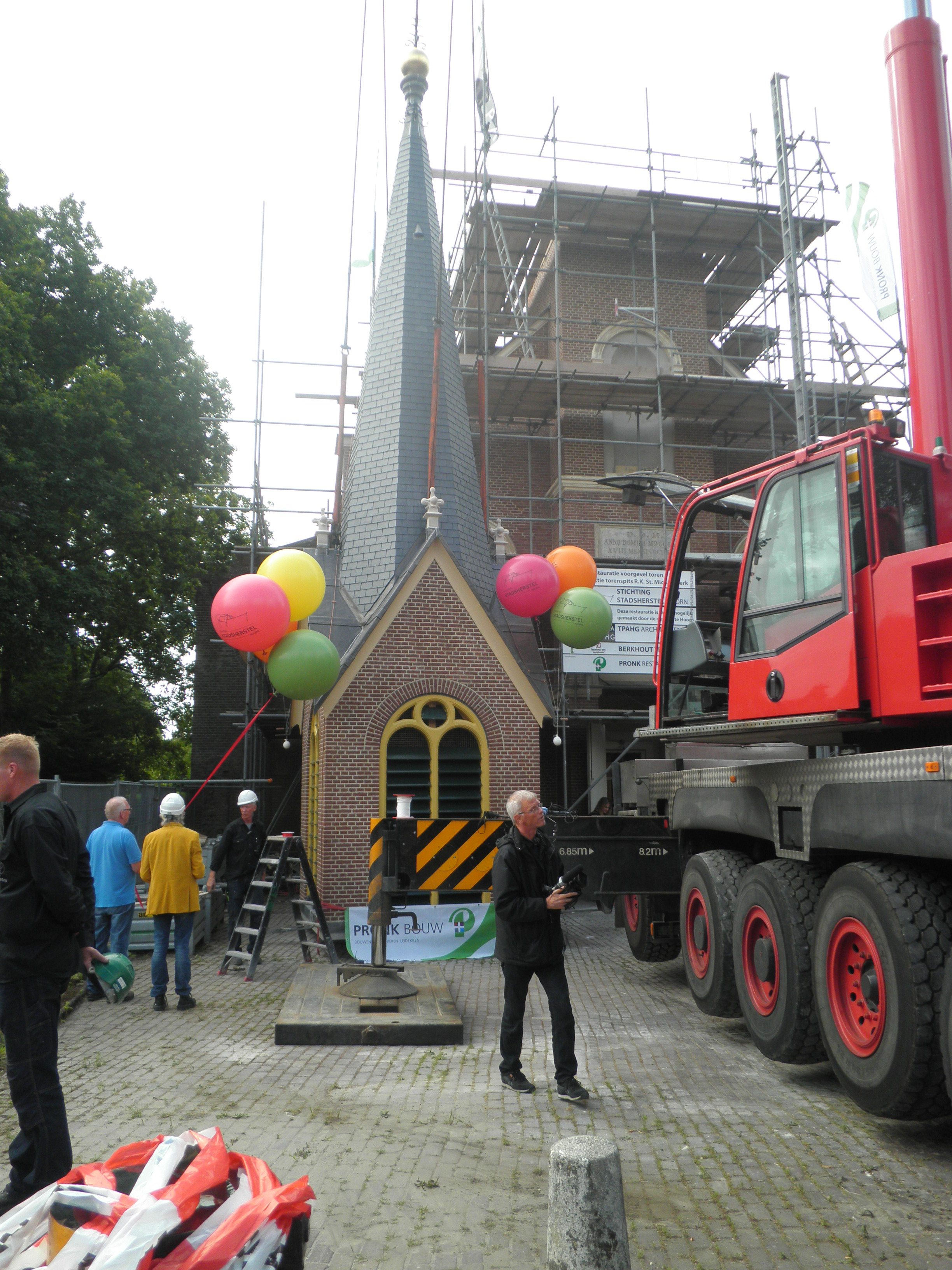
Toekomstige toren van de Sint Michaëlskerk staat voor de kerk.
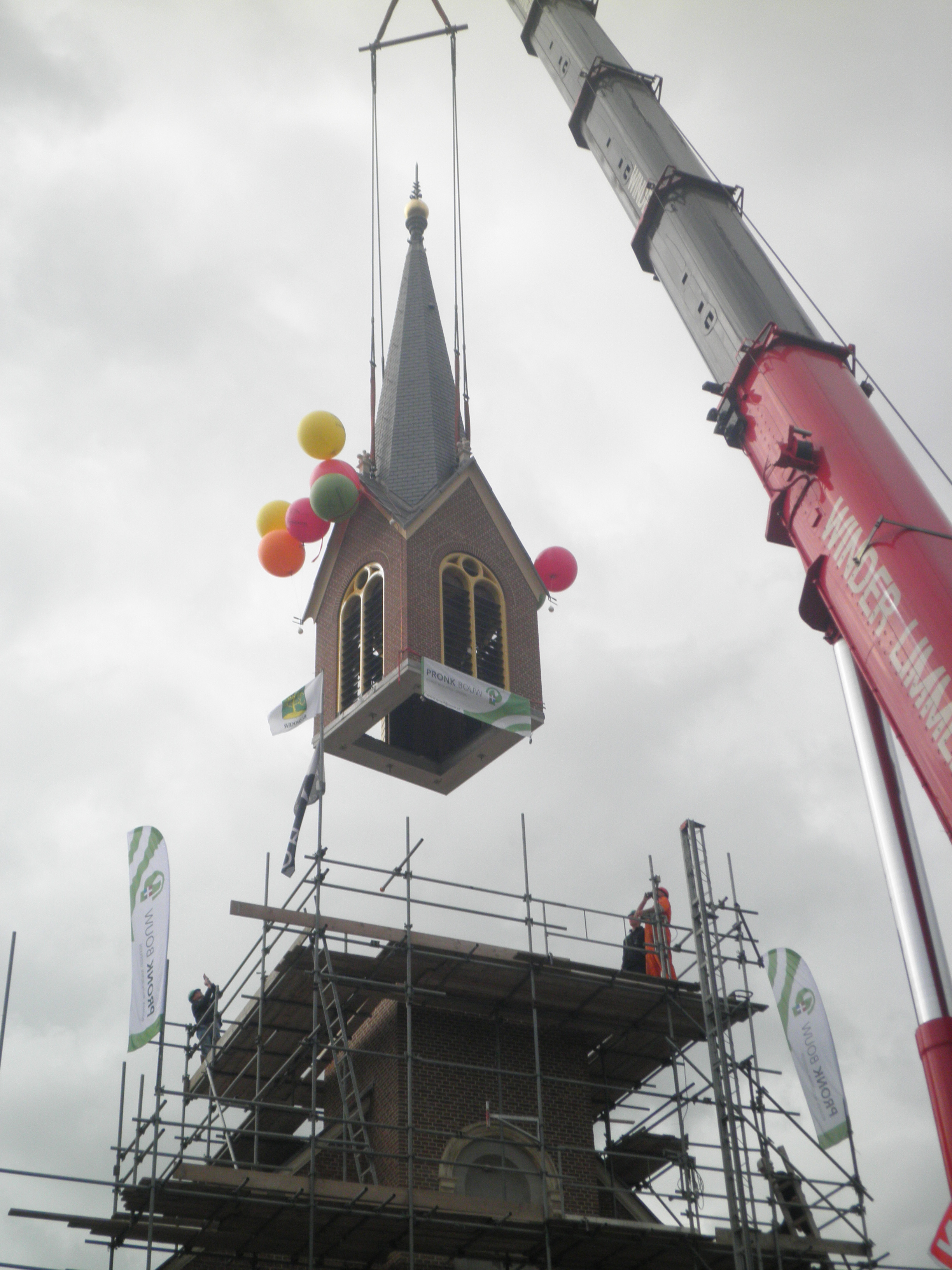
Toekomstige toren van de Sint Michaëlskerk hangt boven zijn plek
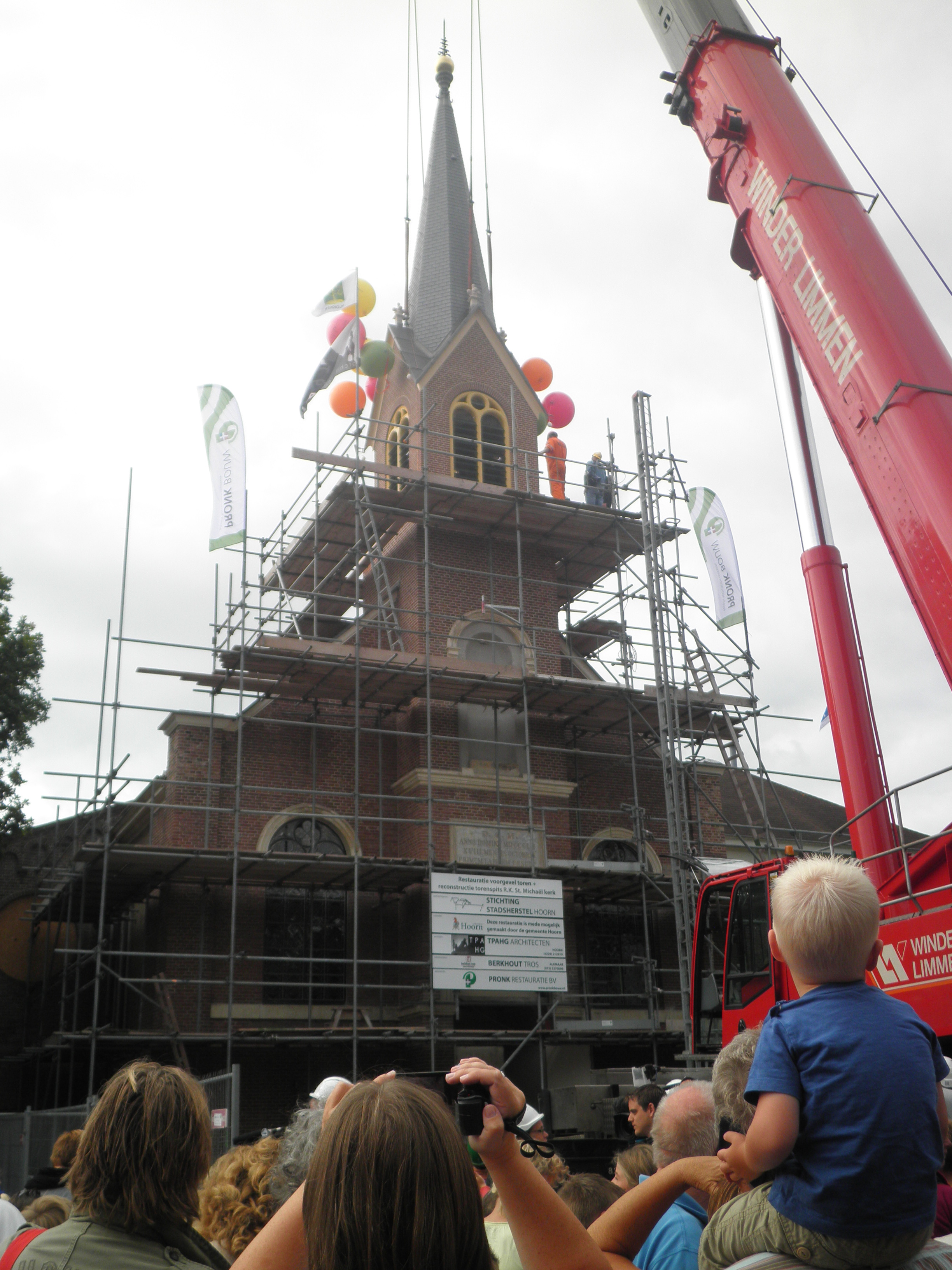
Overzicht van de nieuwe kerk, met de toren op de plek
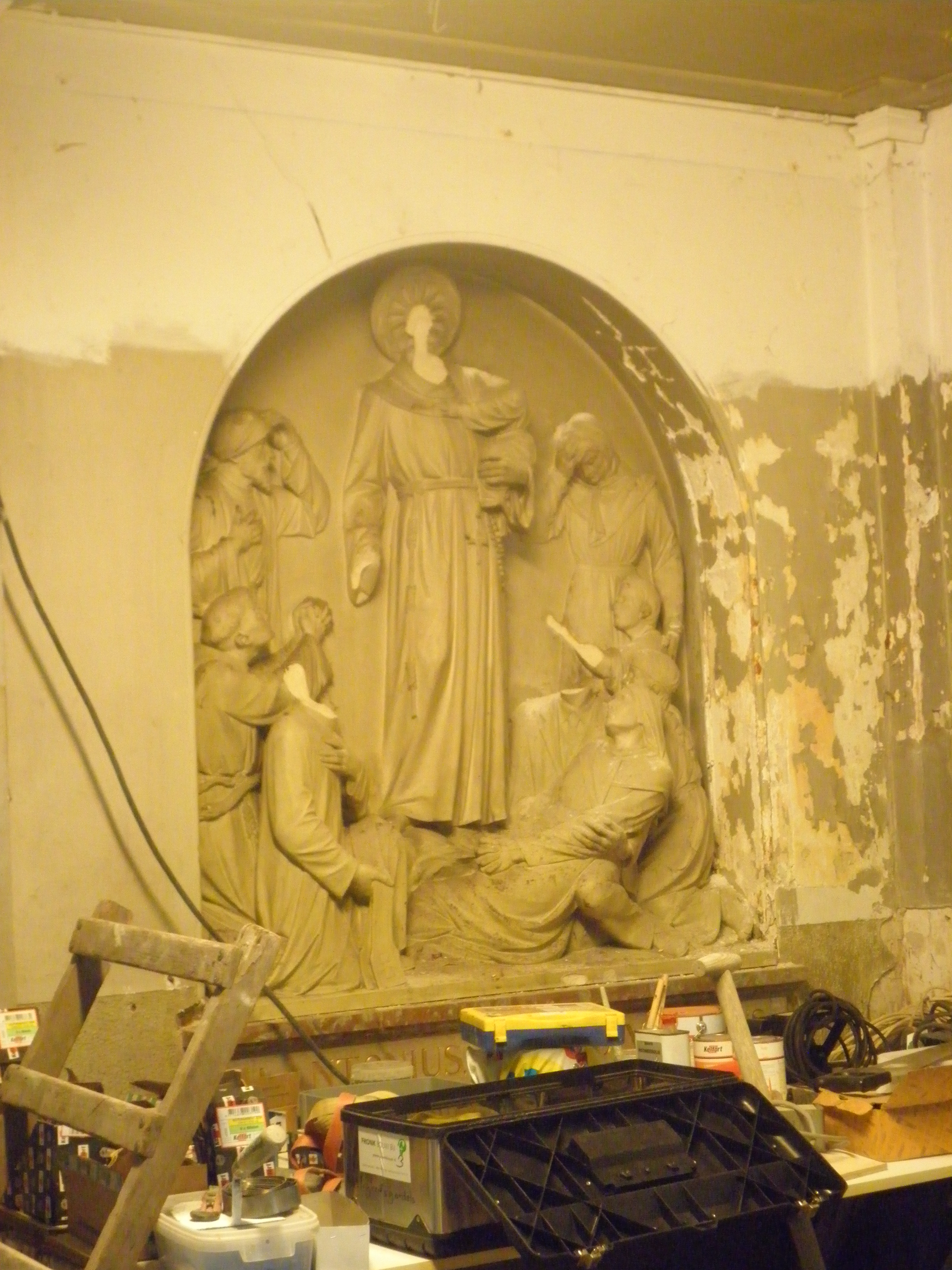
Beschadigd beeld naast de ingang.
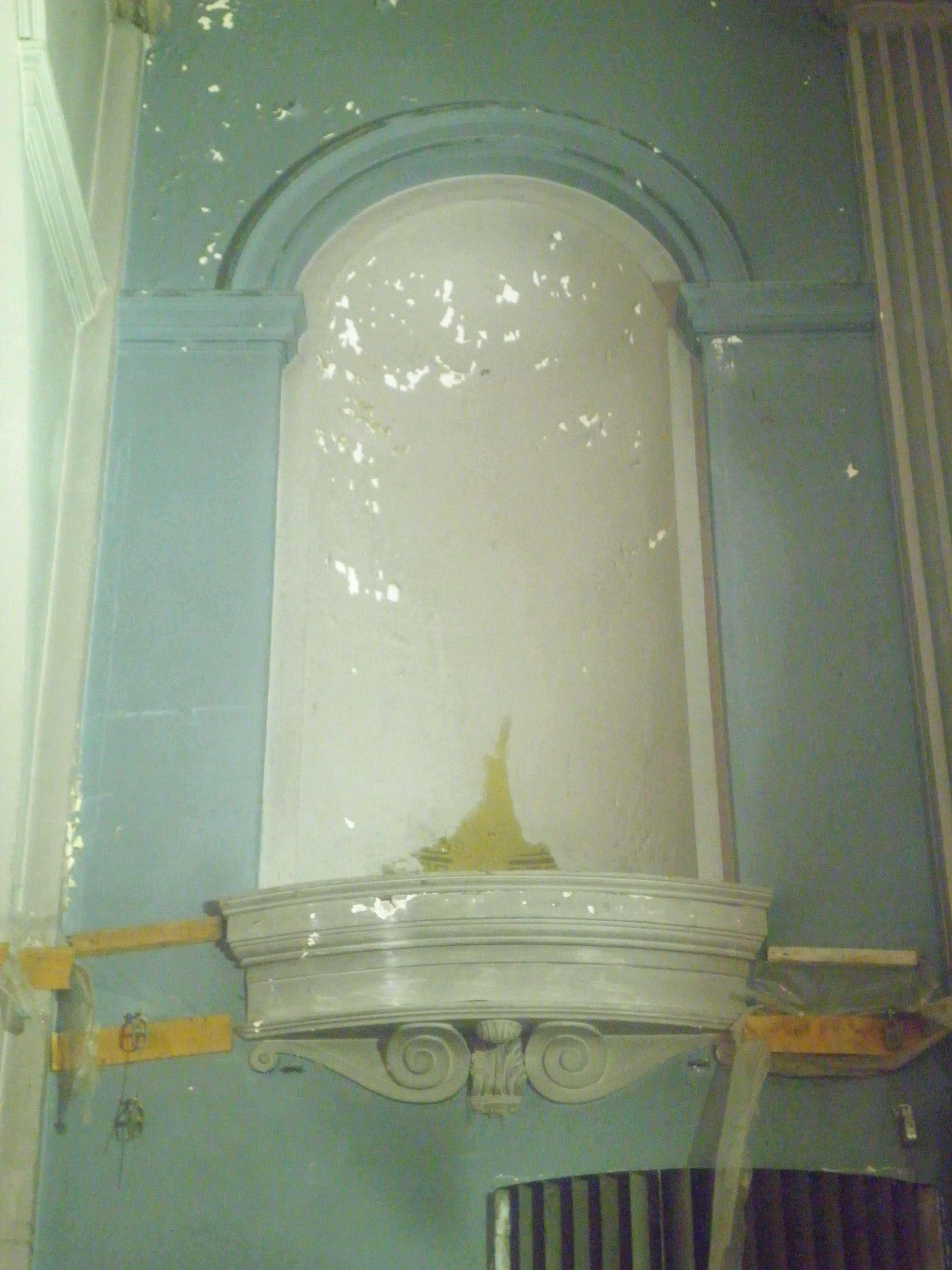
Links en rechts van waar het altaar stond is een nis aangebracht
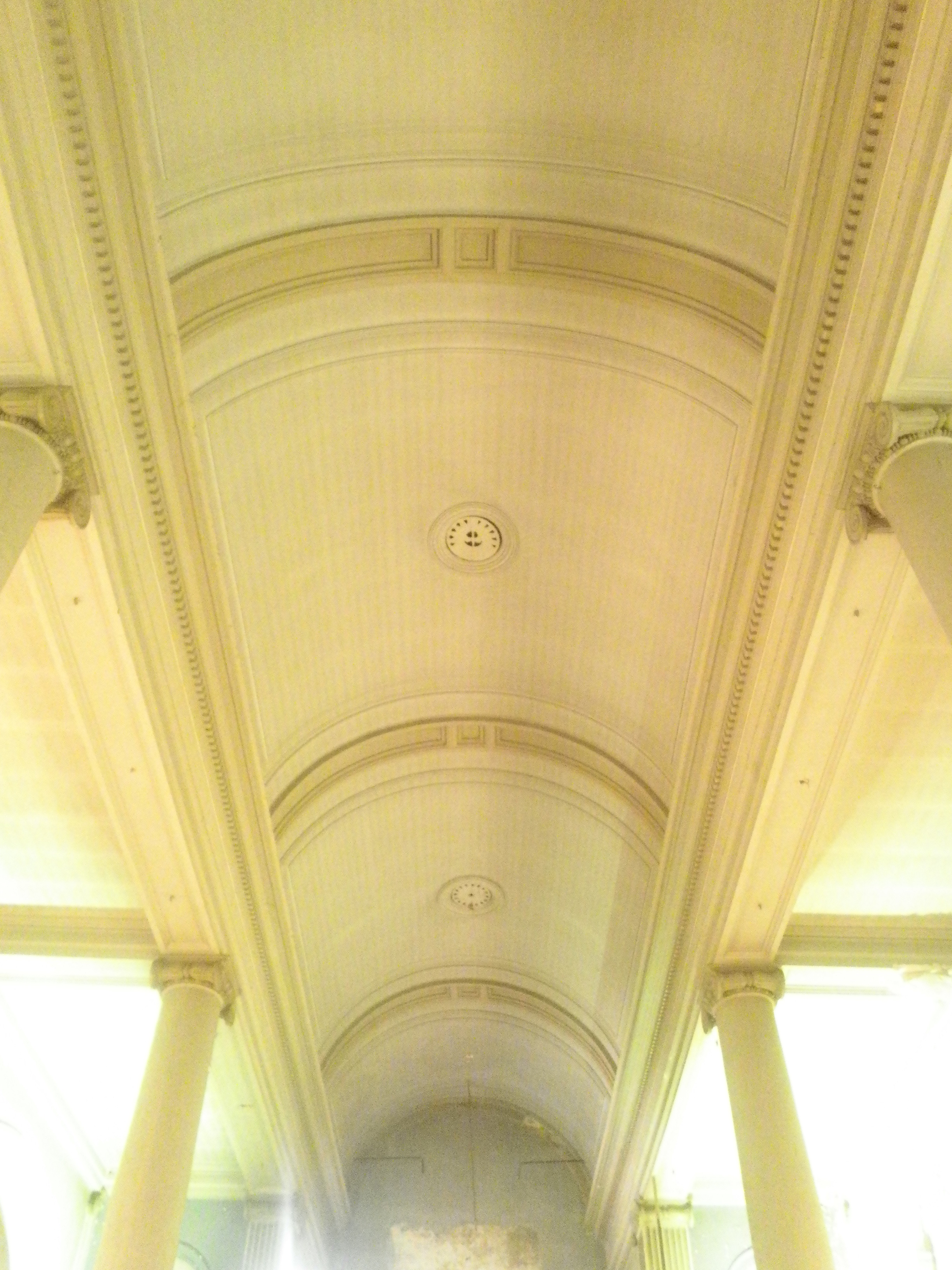
Het tongewelf met rozetten en een aantal zuilen.
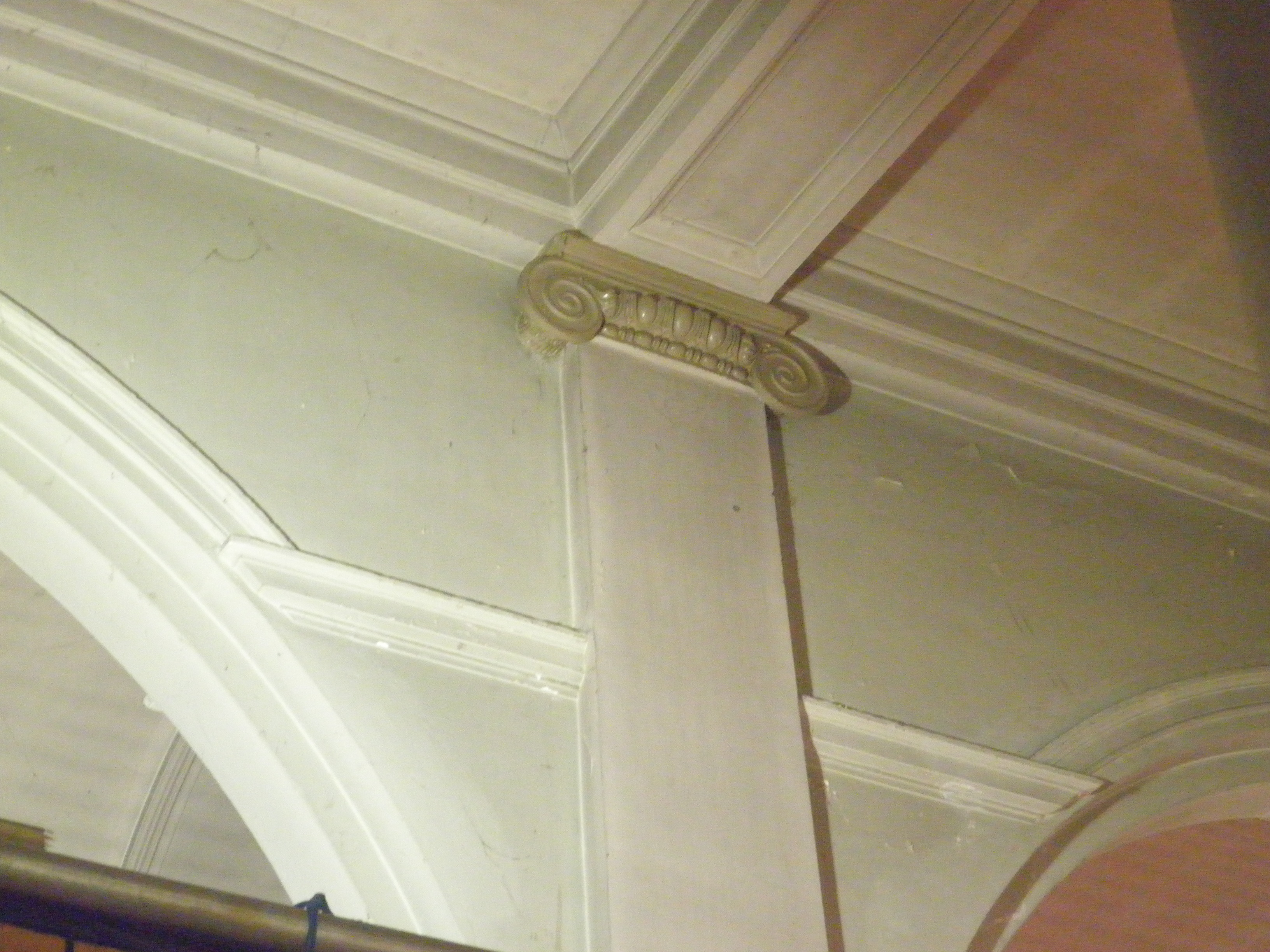
Tussen de ramen zijn pilasters aangebracht.
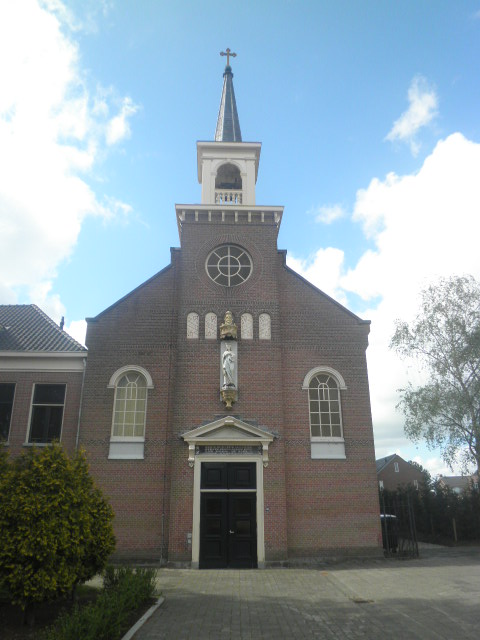
De Maria Visitatie in Oosterblokker is uit dezelfde periode en van de hand van Molkenboer
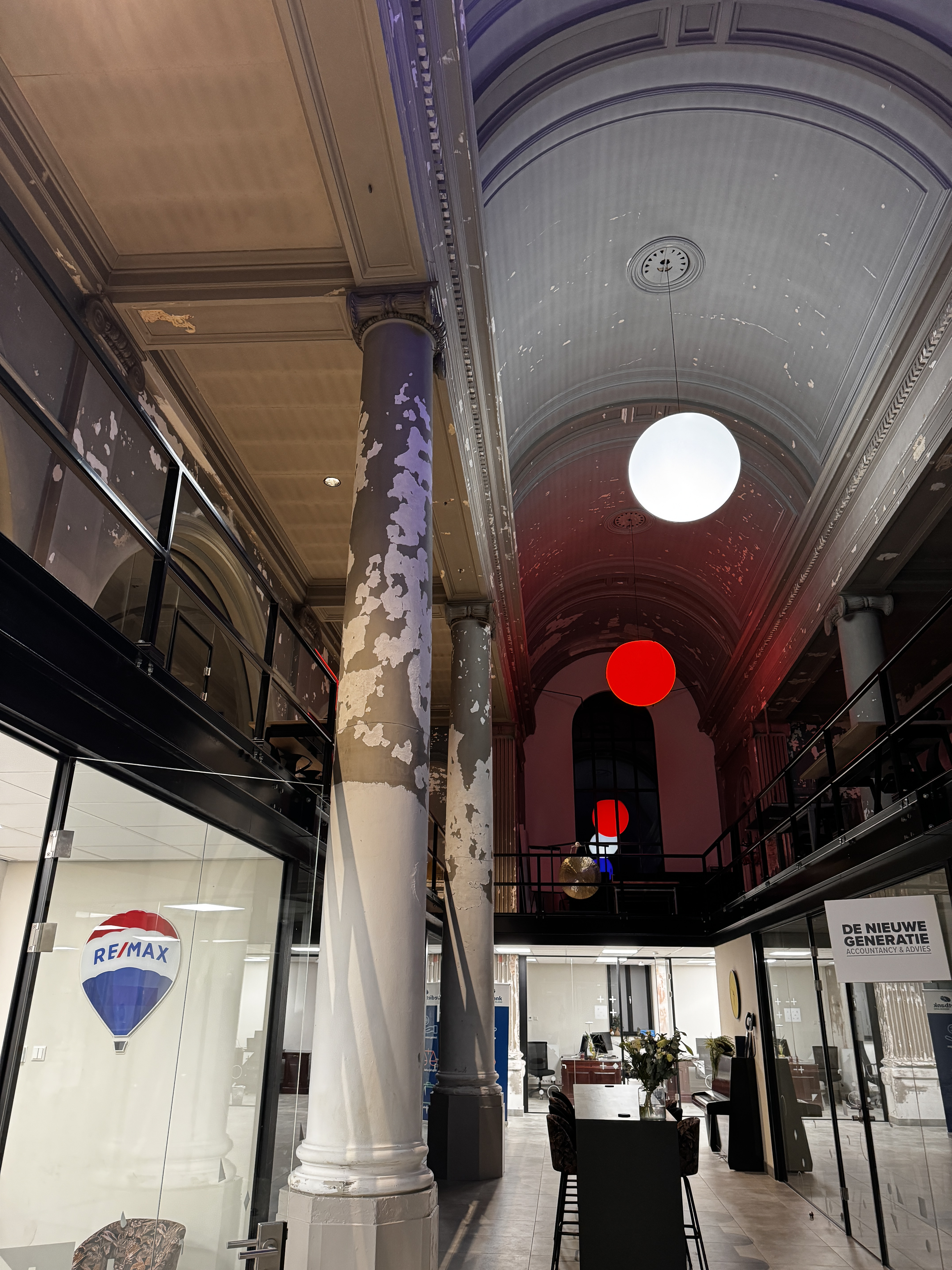
Interieur na renovatie in gebruik door dienstverleners als RE/MAX, Regiobank, Pientr.